# Челан (Бурятия)
Чела́н — упразднённый населённый пункт на территории современного сельского поселения «Удинское» в Хоринском районе Республики Бурятии Российской Федерации. На советских картах 1970-х-1980-х годов - летник Челан 1-й.

## География
Находился близ озера Челан, стоял у реки Челан (современное название Халсанка, между возвышенностью с запада и лесным массивом вокруг, примерно  в 10-12 км от пос. Верхние Тальцы.

## История
В 1948—1957 посёлок Барун (местность Челан) стал местом спецпоселения депортированных литовцев.
В 1948 году сюда на лесозаготовки были сосланы около 150 (по некоторым данным — больше) литовских семей. Сначала они работали наравне с японскими военнопленными, а затем без них. В задачу литовцев входили валка леса, сбор смолы, расчистка стволов и сплав бревен по реке Уде. На месте поселка осталось захоронение ссыльных и памятник им. В 1958 году все литовцы вернулись на родину.
Кладбище было устроено на возвышенности рядом с посёлком, хоронили по католическому обряду, на могилах ставили высокие деревянные кресты. В 1957 перед отъездом на родину литовцы установили на кладбище памятный знак — ажурный крест из кованого металла на бетонном постаменте с надписью на литовском языке. В 2000 литовской экспедицией памятник был отреставрирован, установлена оградка и металлическая табличка с пояснительным текстом на русском языке.

## Инфраструктура
Сохранилось кладбище, хотя и к 2007 территория заросла сосновым редколесьем, большая часть литовских могил сохранилась. Центром исследований геноцида и сопротивления жителей Литвы составлен неполный список похороненных.